# Liste der Biografien/Korr
Liste der Biografien |
Portal Biografien |
Personensuche
# |
A |
B |
C |
D |
E |
F |
G |
H |
I |
J |
K |
L |
M |
N |
O |
P |
Q |
R |
S |
T |
U |
V |
W |
X |
Y |
Z |
?
 
Ka |
Kb |
Kc |
Kd |
Ke |
Kf |
Kg |
Kh |
Ki |
Kj |
Kl |
Km |
Kn |
Ko |
Kp |
Kr |
Ks |
Kt |
Ku |
Kv |
Kw |
Ky |
Kx |
Kz
 
Koa |
Kob |
Koc |
Kod |
Koe |
Kof |
Kog |
Koh |
Koi |
Koj |
Kok |
Kol |
Kom |
Kon |
Koo |
Kop |
Kor |
Kos |
Kot |
Kou |
Kov |
Kow |
Kox |
Koy |
Koz
 
Kora |
Korb |
Korc |
Kord |
Kore |
Korf |
Korg |
Korh |
Kori |
Korj |
Kork |
Korl |
Korm |
Korn |
Koro |
Korp |
Korr |
Kors |
Kort |
Koru |
Korv |
Korw |
Kory |
Korz
Die Liste der Biografien führt alle Personen auf, die in der deutschsprachigen Wikipedia einen Artikel haben. Dieses ist eine Teilliste mit 14 Einträgen von Personen, deren Namen mit den Buchstaben „Korr“ beginnt.

## Korr

### Korra
- Korrakot Pipatnadda (* 1999), thailändischer Fußballspieler
- Korrakot Wiriyaudomsiri (* 1988), thailändischer Fußballspieler
- Korraphat Nareechan (* 1997), thailändischer Fußballspieler

### Korre
- Korreck, Bastian (* 2000), deutscher Volleyballspieler
- Korrel, Michael (* 1994), niederländischer Judoka
- Korreng, August (1878–1945), deutscher SS-Brigadeführer, Polizeibeamter, Polizeipräsident von Düsseldorf
- Korreng, Wilhelm (1880–1967), deutscher Konteradmiral (Ing.) der Reichsmarine
- Korres, Manolis (* 1948), griechischer Bauforscher
- Korres, Stylianos (1910–1989), griechischer Hochschullehrer

### Korrh
- Korrhagos, makedonischer Feldherr

### Korri
- Korrigan, Annick (* 1936), französische Schauspielerin

### Korrm
- Korrmann, Otto (1901–1969), deutscher Schlosser, Genossenschaftsbauer und Politiker (DBD) MdV

### Korro
- Korrodi, Eduard (1885–1955), Schweizer Journalist, Essayist und Literaturkritiker

### Korru
- Korruhn, Wolfgang (1937–2003), deutscher Journalist, Fernsehmoderator und Autor